# Halowe Mistrzostwa Europy w Lekkoatletyce 1982
XIII Halowe Mistrzostwa Europy odbyły się 6-7 marca 1982 w Mediolanie w Palasport di San Siro. Po raz pierwszy rywalizowano w biegu na 200 metrów kobiet i mężczyzn oraz w biegu  na 3000 metrów kobiet. Zawody w chodzie na 5000 metrów mężczyzn były konkurencja pokazową.

## Wyniki zawodów

### Mężczyźni

#### Konkurencje biegowe
| konkurencja                           | złoto                          | złoto   | srebro                          | srebro  | brąz                          | brąz    |
| ------------------------------------- | ------------------------------ | ------- | ------------------------------- | ------- | ----------------------------- | ------- |
| Bieg na 60 m (szczegóły)              | Marian Woronin · Polska        | 6,61    | Walentin Atanasow · Bułgaria    | 6,62    | Bernard Petitbois · Francja   | 6,66    |
| Bieg na 200 m (szczegóły)             | Erwin Skamrahl · RFN           | 21,20   | István Nagy · Węgry             | 21,41   | Michele Di Pace · Włochy      | 21,52   |
| Bieg na 400 m (szczegóły)             | Pawieł Konowałow · ZSRR        | 47,04   | Sándor Újhelyi · Węgry          | 47,14   | Benjamín González · Hiszpania | 47,41   |
| Bieg na 800 m (szczegóły)             | Antonio Páez · Hiszpania       | 1:48,02 | Klaus-Peter Nabein · RFN        | 1:48,31 | Colomán Trabado · Hiszpania   | 1:48,35 |
| Bieg na 1500 m (szczegóły)            | José Luis González · Hiszpania | 3:38,70 | José Manuel Abascal · Hiszpania | 3:38,91 | Antti Loikkanen · Finlandia   | 3:39,62 |
| Bieg na 3000 m (szczegóły)            | Patriz Ilg · RFN               | 7:53,50 | Alberto Cova · Włochy           | 7:54,12 | Walerij Abramow · ZSRR        | 7:54,46 |
| Bieg na 60 m przez płotki (szczegóły) | Aleksandr Puczkow · ZSRR       | 7,73    | Płamen Krystew · Bułgaria       | 7,74    | Karl-Werner Dönges · RFN      | 7,80    |

#### Konkurencje techniczne
| konkurencja                | złoto                       | złoto | srebro                            | srebro | brąz                           | brąz  |
| -------------------------- | --------------------------- | ----- | --------------------------------- | ------ | ------------------------------ | ----- |
| Skok wzwyż (szczegóły)     | Dietmar Mögenburg · RFN     | 2,34  | Janusz Trzepizur · Polska         | 2,32   | Roland Dalhäuser · Szwajcaria  | 2,32  |
| Skok o tyczce (szczegóły)  | Wiktor Spasow · ZSRR        | 5,70  | Konstantin Wołkow · ZSRR          | 5,65   | Władysław Kozakiewicz · Polska | 5,60  |
| Skok w dal (szczegóły)     | Henry Lauterbach · NRD      | 7,86  | Rolf Bernhard · Szwajcaria        | 7,83   | Giovanni Evangelisti · Włochy  | 7,83  |
| Trójskok (szczegóły)       | Béla Bakosi · Węgry         | 17,13 | Hienadzij Walukiewicz · ZSRR      | 16,73  | Mykoła Musijenko · ZSRR        | 16,73 |
| Pchnięcie kulą (szczegóły) | Vladimir Milić · Jugosławia | 20,45 | Remigius Machura · Czechosłowacja | 20,07  | Jovan Lazarević · Jugosławia   | 19,65 |

### Kobiety

#### Konkurencje biegowe
| konkurencja                           | złoto                                  | złoto      | srebro                    | srebro  | brąz                          | brąz    |
| ------------------------------------- | -------------------------------------- | ---------- | ------------------------- | ------- | ----------------------------- | ------- |
| Bieg na 60 m (szczegóły)              | Marlies Göhr · NRD                     | 7,11       | Sofka Popowa · Bułgaria   | 7,19    | Wendy Hoyte · Wielka Brytania | 7,27    |
| Bieg na 200 m (szczegóły)             | Gesine Walther · NRD                   | 22,80      | Jelena Kielczewska · ZSRR | 23,35   | Heidi-Elke Gaugel · RFN       | 23,39   |
| Bieg na 400 m (szczegóły)             | Jarmila Kratochvílová · Czechosłowacja | 49,59 WR   | Dagmar Rübsam · NRD       | 51,18   | Gaby Bußmann · RFN            | 51,57   |
| Bieg na 800 m (szczegóły)             | Doina Melinte · Rumunia                | 2:00,39 CR | Martina Steuk · NRD       | 2:01,07 | Jolanta Januchta · Polska     | 2:01,24 |
| Bieg na 1500 m (szczegóły)            | Gabriella Dorio · Włochy               | 4:04,01    | Brigitte Kraus · RFN      | 4:04,22 | Beate Liebich · NRD           | 4:06,70 |
| Bieg na 3000 m (szczegóły)            | Agnese Possamai · Włochy               | 8:53,87 CR | Maricica Puică · Rumunia  | 8:54,26 | Paula Fudge · Wielka Brytania | 8:56,96 |
| Bieg na 60 m przez płotki (szczegóły) | Kerstin Knabe · NRD                    | 7,89       | Bettine Gärtz · NRD       | 8,00    | Jordanka Donkowa · Bułgaria   | 8,03    |

#### Konkurencje techniczne
| konkurencja                | złoto                          | złoto   | srebro                              | srebro | brąz                    | brąz  |
| -------------------------- | ------------------------------ | ------- | ----------------------------------- | ------ | ----------------------- | ----- |
| Skok wzwyż (szczegóły)     | Ulrike Meyfarth · RFN          | 1,99 CR | Andrea Bienias · NRD                | 1,99   | Katalin Sterk · Węgry   | 1,99  |
| Skok w dal (szczegóły)     | Sabine Everts · RFN            | 6,70    | Karin Hänel · RFN                   | 6,54   | Vali Ionescu · Rumunia  | 6,52  |
| Pchnięcie kulą (szczegóły) | Werżinia Weselinowa · Bułgaria | 20,19   | Helena Fibingerová · Czechosłowacja | 19,24  | Natalja Lisowska · ZSRR | 18,50 |

### konkurencja pokazowa – mężczyźni
| konkurencja                | złoto                      | złoto    | srebro                  | srebro   | brąz                     | brąz     |
| -------------------------- | -------------------------- | -------- | ----------------------- | -------- | ------------------------ | -------- |
| Chód na 5000 m (szczegóły) | Maurizio Damilano · Włochy | 19:40,28 | Carlo Mattioli · Włochy | 20:06,91 | Martin Toporek · Austria | 20:19,47 |

## Klasyfikacja medalowa
Do klasyfikacji zostały włączone medale zdobyte w chodzie.
| Miejsce | Państwo         | Złoto | Srebro | Brąz | Razem |
| ------- | --------------- | ----- | ------ | ---- | ----- |
| 1.      | RFN             | 5     | 3      | 3    | 11    |
| 2.      | NRD             | 4     | 4      | 1    | 9     |
| 3.      | ZSRR            | 3     | 3      | 3    | 9     |
| 4.      | Włochy          | 3     | 3      | 2    | 7     |
| 5.      | Hiszpania       | 2     | 1      | 1    | 4     |
| 6.      | Bułgaria        | 1     | 3      | 1    | 5     |
| 7.      | Węgry           | 1     | 2      | 1    | 4     |
| 8.      | Czechosłowacja  | 1     | 2      | 0    | 3     |
| 9.      | Polska          | 1     | 1      | 2    | 4     |
| 10.     | Rumunia         | 1     | 1      | 1    | 3     |
| 11.     | Jugosławia      | 1     | 0      | 1    | 2     |
| 12.     | Szwajcaria      | 0     | 1      | 1    | 2     |
| 13.     | Wielka Brytania | 0     | 0      | 2    | 2     |
| 14.     | Austria         | 0     | 0      | 1    | 1     |
| 14.     | Finlandia       | 0     | 0      | 1    | 1     |
| 14.     | Francja         | 0     | 0      | 1    | 1     |
| Razem   | Razem           | 23    | 23     | 23   | 69    |

## Objaśnienia skrótów
WR – rekord świata
CR – rekord mistrzostw Europy